# 水野勝剛
水野 勝剛（みずの かつかた）は、下総結城藩の第6代藩主。水野宗家11代。

## 生涯
宝暦10年（1760年）4月1日、豊後岡藩主・中川久貞の三男として江戸芝の新橋藩邸で生まれる。初名は中川久徴。天明3年（1783年）、第5代結城藩主の水野勝起が死去したため、その養嗣子として家督を継ぎ、12月18日に従五位下、日向守に叙位・任官する。日光祭礼奉行を務めた。寛政12年（1800年）閏4月9日、病気を理由に長男の勝愛に家督を譲って隠居した。
天保5年（1834年）3月12日に千駄谷邸で死去した。享年75。

## 系譜
父母
- 中川久貞（実父）
- 小池氏 ー 側室（実母）
- 水野勝起（養父）

正室
- 栄 ー 水野勝起の娘

側室
- 板東氏
- 久保氏
- 山本氏

子女
- 水野勝愛（長男）生母は久保氏（側室）
- 水野勝敬（次男）生母は久保氏（側室）
- 須田茂興室、生母は久保氏（側室）
- 加藤威直室、生母は久保氏（側室）